# Bosnische crisis
De Bosnische crisis was een internationale crisis die ontstond nadat Bosnië en Herzegovina in oktober 1908 werd geannexeerd door Oostenrijk-Hongarije en duurde tot 1909. De crisis vergrootte de spanningen tussen de Europese grootmachten Oostenrijk-Hongarije, Rusland en het Ottomaanse Rijk aanzienlijk, en droeg daardoor bij aan het ontstaan van de Eerste Wereldoorlog.

## Achtergrond
Al in 1878 was op het Congres van Berlijn bepaald dat Bosnië en Herzegovina vanaf dat jaar door Oostenrijk-Hongarije zou worden bestuurd. Dat besluit was een onderdeel van het door Bismarck geregisseerde plan om de Balkan te herverdelen, in een poging om de balans tussen de grootmachten te herstellen en de vrede in Europa te bewaren. Het langzame verval van het Ottomaanse Rijk, de groeiende Pan-Slavische beweging en de toenemende invloed van Rusland hadden voor spanning gezorgd tussen de grootmachten, met name tussen de dubbelmonarchie en Rusland.
De tegemoetkoming aan Oostenrijk-Hongarije door de bestuurlijke macht over Bosnië en Herzegovina aan het rijk over te dragen, leidde tot grote onvrede bij Servië. Servië hoopte al lang toegang tot de Adriatische zee te verwerven, en had daarvoor een route door het gebied nodig. De Servische diplomaten kregen echter niet eens toestemming om hun protesten formeel op het congres naar voren te brengen.
Oostenrijk-Hongarije zag de bestuurlijke overname van Bosnië en Herzegovina juist als een eerste stap naar volledige en permanente inlijving van het gebied, en naar grotere invloed op de Balkan.

## Geheim overleg Oostenrijk-Hongarije en Rusland
De staatsgreep die de Jonge Turken in 1908 in Turkije aan de macht bracht, werd algemeen gezien als een teken van mogelijk herstel van de macht van het Ottomaanse Rijk. Alois Lexa von Aerenthal, minister van Buitenlandse Zaken van Oostenrijk-Hongarije, vreesde dat de invloed van het Ottomaanse Rijk op de Balkan hersteld zou worden, en was overtuigd van het belang van een snelle annexatie van Bosnië-Herzegovina. Hij hoopte door een geheim overleg met Rusland, de grootste bondgenoot van Servië, de annexatie te kunnen volbrengen zonder in een conflict te raken.
De Russische minister van Buitenlandse Zaken, Alexander Izvolski, had een eigen agenda. In het Verdrag van Berlijn was namelijk bepaald dat er geen oorlogsschepen (ongeacht van welk land) door de Dardanellen mochten passeren. Die zeestraat, die door de Turken gecontroleerd werd, vormt een deel van de verbinding tussen de Zwarte zee en de Middellandse zee. Tot frustratie van de Russen blokkeerde de sluiting van de Dardanellen dan ook een deel van de Russische vloot. Een eventuele opening van de zeestraat zou dus een belangrijk strategisch voordeel opleveren voor Rusland, maar zou bovendien het moreel wat kunnen opvijzelen, na de desastreuze nederlaag in de Russisch-Japanse Oorlog in 1904-1905.
Op 19 september 1908 ontmoetten de beide ministers elkaar op kasteel Buchlau in Moldavië, van Leopold Berchtold. Zij kwamen overeen dat Izvolski niet zou ingrijpen als Oostenrijk-Hongarije Bosnië en Herzegovina zou annexeren, en dat Oostenrijk-Hongarije het Russische verlangen tot openstelling van de Dardanellen zou steunen. Aerenthal zegde bovendien toe dat Oostenrijk-Hongarije wat grond in de Balkan ter beschikking zou stellen om Servië tevreden te houden.
Deze plannen waren volledig in strijd met het Verdrag van Berlijn.

## De annexatie
Drie weken na de geheime ontmoeting annexeerde Oostenrijk-Hongarije Bosnië en Herzegovina, zonder Rusland daarvan op de hoogte te stellen. Aehrenthal verkondigde dat de bewoners van het gebied door de annexatie konden profiteren van de voordelen van het Rijk.
Izvolski maakte daarop zijn plannen bekend voor de Russische doorgang in de Dardanellen en haastte zich naar Londen en Parijs om steun te verwerven. Nog voor Oostenrijk-Hongarije zijn plannen kon steunen wezen alle andere partijen van het Verdrag van Berlijn die echter af. De Britten lieten weten het voorstel te willen overwegen maar de vrije doorgang dan niet te willen beperken tot Russische oorlogsschepen. Het vooruitzicht dat vijandelijke schepen toegang zouden hebben tot de Zwarte zee was natuurlijk geenszins de bedoeling van de Russen. De gevolgen van deze reacties waren problematisch: Panslavisten in Sint-Petersburg waren woedend op Izvolski en de Balkanstaten, die in Rusland hun beschermheer zagen, waren teleurgesteld.
Servië protesteerde ondertussen fel tegen de annexatie, maar Aerenthal weigerde op de protesten in te gaan. Servië riep de hulp in van bondgenoot Rusland, en eiste herstel van de status quo, of ten minste compensaties om de ontwikkeling en onafhankelijkheid van Servië veilig te stellen.

## Onderhandelingen en mobilisatie
Alle partijen van het Congres van Berlijn spraken zich uit tegen de annexatie door Oostenrijk, met uitzondering van Duitsland, dat zich aanvankelijk tamelijk afzijdig hield. Met name in Rusland was de publieke druk om Servië te steunen groot. Als reactie daarop steunde Rusland als eerste het Turkse voorstel om een internationale conferentie over te kwestie te houden.
Oostenrijk-Hongarije verklaarde dat het in principe met een conferentie zou kunnen instemmen, maar wel alleen als vooraf overeenstemming kon worden bereikt over de agenda, en de inlijving van Bosnië-Herzegovina zou worden toegestaan. Daarbij was het volgens Wenen cruciaal dat de conferentie de rechtmatigheid van de annexatie niet ter discussie zou stellen, maar die als een fait accompli zou beschouwen en zich zou richten op de oplossing van de crisis.
Na overleg diende Rusland een voorstel voor een programma in, waarin ook gesproken zou worden over compensaties voor Servië en Montenegro. Oostenrijk-Hongarije wees het voorstel niet af, maar stelde dat eventuele compensaties puur van financiële aard zouden moeten zijn.
Terwijl de onderhandelingen over de conferentie nog in gang waren, werkte Oostenrijk-Hongarije echter met het Ottomaanse Rijk aan een bilaterale oplossing voor de crisis. Nadat de beide machten op 12 januari 1909 inderdaad tot overeenstemming kwamen, verklaarde Oostenrijk-Hongarije dat er niet langer aanleiding was voor een internationale conferentie.
De Servische protesten hielden echter aan, en begin februari 1909 was het Servische leger gemobiliseerd. Servië vroeg bondgenoot Rusland om steun in een eventueel gewapend conflict. De druk op de Russische regering om Servië te steunen was nog steeds groot. Het militair zwakke Rusland was echter niet in staat om oorlog te voeren. en dus riep Rusland op tot een diplomatiek offensief. Duitsland verklaarde echter prompt niet te willen meewerken, en ook Frankrijk en Groot-Brittannië steunden het voorstel niet. Rusland trok het voorstel daarom in. Toen Oostenrijk-Hongarije dreigde de bepalingen uit de geheime overeenkomst uit 1908 openbaar te maken, voelde de Russische overheid zich gedwongen de steun aan Servië te staken. Servië stond daardoor alleen, en had geen andere keus dan de annexatie te accepteren. Daarmee kwam de Bosnische crisis tot een einde.